# Orca (álbum)
Orca é o quarto álbum de estúdio do cantor Armeno-Americano Serj Tankian. O álbum tem a forma de uma sinfonia clássica. A versão de estúdio foi lançada em 30 de Novembro de 2012, enquanto a versão gravada ao vivo foi lançada em 25 de Junho de 2013 pela Serjical Strike Records.

## Experiência
Tankian atingiu a fama como parte da banda System of a Down, que apesar de ser uma banda de rock, experimentou vários estilos, Tankian teve mais liberdade para experiências na sua carreira solo após o hiato da banda em 2006.
A experiência de Tankian compondo músicas clássicas começou com o álbum ao vivo Elect The Dead Symphony, gravado com a Orquestra Filarmônica de Auckland. Seu segundo álbum, Imperfect Harmonies, misturou elementos da música clássica com elementos do rock.
Orca , no entanto, é a sua primeira sinfonia completa. O álbum está estruturado em quatro atos que foram compostos com "abordagens não-tradicionais à música clássica. " De acordo com Tankian: "Orca é conhecida como a baleia assassina, mas é na verdade, um golfinho escuro, um simbolismo para a dicotomia humana."

## Faixas
| N.º | Título                                | Duração |  |
| 1.  | "Ato I - Victorious Orcinus"          | 8:45    |  |
| 2.  | "Ato II - Oceanic Subterfuge"         | 8:05    |  |
| 3.  | "Ato III - Delphinus Capensis"        | 7:58    |  |
| 4.  | "Ato IV - Lamentation of the Beached" | 8:53    |  |